# Helina nigromarginata
Helina nigromarginata este o specie de muște din genul Helina, familia Muscidae. A fost descrisă pentru prima dată de Stein în anul 1911.
Este endemică în Bolivia. Conform Catalogue of Life specia Helina nigromarginata nu are subspecii cunoscute.